# Notte matta/Pupo pupazzo
Notte matta/Pupo pupazzo è un singolo di Loretta Goggi, pubblicato in Italia nel 1976.

## Descrizione
Scritto da Castellano e Pipolo su musica di Bruno Canfora, il brano è la sigla d'apertura della trasmissione Dal primo momento che ti ho visto. Il brano venne messo in vendita nel periodo di maggiore successo del singolo precedente, Dirtelo, non dirtelo, e ottenne un minore successo.
Il lato B del disco contiene Pupo pupazzo, brano scritto dagli stessi autori, anch'esso presentato nel corso della trasmissione e dedicato allo Zio Joe, un pupazzo al quale il personaggio interpretato da Loretta si rivolge spesso per confidargli tutti i suoi problemi.

## Tracce
Lato A
1. Notte matta – 2:40 (Castellano e Pipolo-Bruno Canfora)

Lato B
1. Pupo pupazzo – 3:00 (Castellano e Pipolo-Bruno Canfora)